# Jaskolecki (herb szlachecki)
Jaskolecki – odmiana herbu szlacheckiego Radwan.

## Opis herbu
W polu srebrny chorągiew kościelna czerwona, o trzech polach ze srebrną frędzlą, z krzyżem kawalerskim srebrnym nad środkową połą i pierścieniami po obu końcach drzewca. 
Klejnot: pięć strusich piór - dwa czerwone pomiędzy trzema srebrnymi.

## Herbowni
Jaskolecki, Jaskołecki.